# Bruno Eichmann
Bruno Eichmann (* 13. Mai 1952 in Roggwil) ist ein ehemaliger Schweizer Automobilrennfahrer.

## Karriere
Eichmann begann seine Karriere 1978 in der deutschen Formel 3, in der er von 1978 bis 1980, 1982 (Vizemeister) bis 1983 sowie 1986 (Gesamtrang 26) am Start war. Ausserdem fuhr er von 1978 bis 1980 in der europäischen Formel 3. 1980 (Gesamtrang 18) und 1981 (Platz 3) war er im VW Castrol Europa Pokal unterwegs. 1980 und 1982 war er ausserdem in der Formel-2-Europameisterschaft am Start. 1987 verliess er den Formelsport und fuhr in der Renault Alpine v6 Europa und belegte am Saisonende Platz 16. 1988 wechselte er in den Renault Elf Turbo Europa Cup und wurde 15ter in der Gesamtwertung. 1989 wechselte er in die Deutsche Tourenwagen-Meisterschaft, in der er vereinzelte Läufe in einem privaten BMW M3 des Teams Tauber Motorsport bestritt. 1990 (Platz 11), 1991 (Platz 10) und 1992 (Vizemeister) war er im deutschen Porsche Carrera Cup am Start. 1993 wechselte er in den Porsche Supercup und wurde Vierter in der Gesamtwertung. Parallel dazu bestritt er die Saison im ADAC GT Cup und wurde Sechster in der Klasse 1. 1994 fuhr er in der Schweizer Tourenwagen-Meisterschaft und im deutschen Supertourenwagen-Cup, in dem er Gesamt-17ter wurde. 1995 wechselte er zurück in den deutschen Porsche Carrera Cup und wurde Gesamt-10ter. Außerdem fuhr er wieder im ADAC GT Cup und wurde Dritter in der Klasse 1. 1996 fuhr er die 24 Stunden von Le Mans und gewann die GT2-Klasse. Ausserdem fuhr er 1996 in der Global GT Championship und wurde Dritter in der Gesamtwertung. 1997 fuhr er wieder das 24-Stunden-Rennen von Le Mans und wurde diesmal Zweiter in der GT2-Klasse. Ausserdem fuhr er 1997 in der neu gegründeten FIA-GT-Meisterschaft und wurde Zweiter in der GT2-Klasse. 1998 blieb er der Serie treu und wurde Vierter in der GT2-Klasse. 2001 fuhr er wieder in der FIA-GT-Serie und belegte Platz 22 in der NGT-Klasse.

## Statistik

### Karrierestationen
- 1978: Deutsche Formel 3
- 1978: Europäische Formel 3
- 1979: Europäische Formel 3
- 1979: Deutsche Formel 3
- 1980: VW Castrol Europa Pokal (Platz 18)
- 1980: Europäische Formel 3
- 1980: Deutsche Formel 3
- 1980: Formel-2-Europameisterschaft
- 1981: VW Castrol Europa Pokal (Platz 3)
- 1982: Deutsche Formel 3 (Platz 2)
- 1982: Formel-2-Europameisterschaft
- 1983: Deutsche Formel 3
- 1986: Deutsche Formel 3 (Platz 26)
- 1987: Renault Alpine V6 Europa (Platz 16)
- 1988: Renault Elf Turbo Europa Cup (Platz 15)
- 1989: Deutsche Tourenwagen-Meisterschaft
- 1990: Porsche Carrera Cup Deutschland (Platz 11)
- 1991: Porsche Carrera Cup Deutschland (Platz 10)
- 1992: Porsche Carrera Cup Deutschland (Platz 2)
- 1993: Nissan-Mobil 300 Pukekohe (Platz 2)
- 1993: Nissan Mobil 500 Wellington (Platz 1)
- 1993: Porsche Supercup (Platz 4)
- 1993: ADAC GT Cup – Klasse 1 (Platz 6)
- 1994: Schweizer Tourenwagen-Meisterschaft
- 1994: Telekom D1 ONS ADAC Tourenwagen Cup (Platz 17)
- 1995: Porsche Carrera Cup Deutschland (Platz 10)
- 1995: ADAC GT Cup – Klasse 1 (Platz 3)
- 1996: 24-Stunden-Rennen von Le Mans – GT2 (Platz 1)
- 1996: Global GT Championship (Platz 3)
- 1997: 24-Stunden-Rennen von Le Mans – GT2 (Platz 2)
- 1997: FIA GT – GT2 (Platz 2)
- 1998: FIA GT – GT2 (Platz 4)
- 2001: FIA GT – NGT (Platz 22)

### Le-Mans-Ergebnisse
| Jahr | Team         | Fahrzeug        | Teamkollege    | Teamkollege    | Platzierung             | Ausfallgrund |
| ---- | ------------ | --------------- | -------------- | -------------- | ----------------------- | ------------ |
| 1996 | Roock Racing | Porsche 911 GT2 | Guy Martinolle | Ralf Kelleners | Rang 12 und Klassensieg |              |
| 1997 | Roock Racing | Porsche 911 GT2 | Andy Pilgrim   | André Ahrlé    | Rang 10                 |              |